# Try Anything Once
Try Anything Once (рус. Попробуй ещё что-нибудь) — первый сольный альбом Алана Парсонса после распада The Alan Parsons Project, изданный в 1993 году. Помимо Алана Парсонса, активную роль в написании альбома сыграли постоянные участники проекта Йен Байрнсон и Эндрю Пауэлл, а также участник рок-группы Ambrosia Дэвид Пак.
В музыкальном плане альбом существенно отличается от ранних альбомов The Alan Parsons Project, скорее продолжая уклон в сторону объединения элементов рок-музыки с битом, начатый в альбомах Stereotomy и Gaudi. Тем не менее, на этом альбоме присутствуют и привычные для проекта композиции в духе Эрика Вулфсона.
Try Anything Once — это последний альбом Алана Парсонса, выпущенный лейблом Arista Records.

## Список композиций
Сторона 1
1. The Three of Me (5:52) (Пак, Пауэлл; вокал — Дэвид Пак)
2. Turn It Up (6:13) (Байрнсон; вокал — Крис Томпсон)
3. Wine From The Water (5:43) (Парсонс, Байрнсон; вокал — Эрик Стюарт)
4. Breakaway (4:07) (Парсонс; инструментальная композиция)
5. Mr Time (8:17) (Эллиот, Коупленд, Дрисколл; вокал — Джеки Коупленд)
6. Jigue (3:24) (Парсонс, Пауэлл; инструментальная композиция)
7. I’m Talkin' To You (4:38) (Пак, Пауэлл; вокал — Дэвид Пак)
8. Siren Song (5:01) (Байрнсон, Маскер; вокал — Эрик Стюарт)
9. Dreamscape (3:01) (Парсонс; инструментальная композиция)
10. Back Against The Wall (4:38) (Байрнсон; вокал — Крис Томпсон)
11. Re-Jigue (2:28) (Парсонс, Пауэлл; инструментальная композиция)
12. Oh Life (There Must Be More) (6:32) (Пак, Парсонс; вокал — Дэвид Пак)

## Участники записи
- Иэн Бэрнсон[англ.] — синтезатор, бас-гитара, стил-гитара, бэк-вокал
- Джеки Коупленд — вокал, бэк-вокал
- Ричард Коттл — синтезаторы, саксофон
- Эндрю Пауэлл — бас-гитара, синтезаторы
- Стюарт Эллиот — ударные, синтезаторы
- Дэвид Пак — синтезатор, гитара, вокал
- Алан Парсонс — синтезатор, акустическая гитара, бас-гитара, флейта, бэк-вокал
- Джереми Парсонс — гитара
- Грэм Хэкет — скрипка, мандолина, виолончель
- Эрик Стюарт — вокал
- Крис Томпсон — вокал
- Филармонический оркестр